# Klaus-Dieter Mücksch
Klaus-Dieter Mücksch (* 4. März 1935; † 15. April 2006 in Wittenberg) war ein deutscher Kirchenmusiker.
Mücksch studierte Kirchenmusik in Halle (Saale) und wurde im Jahr 1959 Dozent am Predigerseminar in Wittenberg. Seit 1971 war er Kantor an der Stadtkirche in Wittenberg. Im Jahr 1977 wurde er zum Landeskirchenmusikdirektor ernannt, dieses Amt bekleidete er bis 1998.
Neben seiner Tätigkeit als Kantor unterrichtete Klaus-Dieter Mücksch die Fächer Gemeindesingen, Chorleitung und Orgel an der Evangelischen Hochschule für Kirchenmusik in Halle.
| Personendaten    | Personendaten            |
| ---------------- | ------------------------ |
| NAME             | Mücksch, Klaus-Dieter    |
| KURZBESCHREIBUNG | deutscher Kirchenmusiker |
| GEBURTSDATUM     | 4. März 1935             |
| STERBEDATUM      | 15. April 2006           |
| STERBEORT        | Wittenberg               |